# Уряд Гондурасу
Уряд Гондурасу — вищий орган виконавчої влади Гондурасу.

## Голова уряду
- Президент — Хуан Орландо Ернандес Альварадо (англ. Juan Orlando Hernandez Alvarado).
- Віце-президент — Рікардо Альварес (англ. Ricardo Alvarez).

## Кабінет міністрів
Склад чинного уряду подано станом на 10 травня 2016 року.
| Логотип | Міністерство                                                       | Міністр                                                                 | Фото | Час на посаді | Час на посаді | Партія | Партія | Вебсайт |
| ------- | ------------------------------------------------------------------ | ----------------------------------------------------------------------- | ---- | ------------- | ------------- | ------ | ------ | ------- |
|         | Міністерство внутрішніх справ                                      | Хуліан Пачеко Тіноко (Julian Pacheco Tinoco)                            |      |               |               |        |        |         |
|         | Міністерство екології та природних ресурсів                        | Хосе Антоніо Галдамес (Jose Antonio Galdamez)                           |      |               |               |        |        |         |
|         | Міністерство економіки                                             | Марлон Табора (Marlon Tabora)                                           |      |               |               |        |        |         |
|         | Міністерство житлово-комунального господарства, транспорту і житла | —                                                                       |      |               |               |        |        |         |
|         | Міністерство зв'язку і державної стратегії                         | Ільда Ернандес (Hilda Hernandez)                                        |      |               |               |        |        |         |
|         | Міністерство закордонних справ                                     | Артуро Корралес Альварес (Arturo Corrales Alvarez)                      |      |               |               |        |        |         |
|         | Міністерство інфраструктури та енергетики                          | Роберто Ордонес (Roberto Ordonez)                                       |      |               |               |        |        |         |
|         | Міністерство культури, мистецтв і спорту                           | Туліо Маріано Гонсалес (Tulio Mariano Gonzales)                         |      |               |               |        |        |         |
|         | Міністерство оборони                                               | Самюель Рейєс (Samuel Reyes)                                            |      |               |               |        |        |         |
|         | Міністерство освіти                                                | Марлон Еското (Marlon Escoto)                                           |      |               |               |        |        |         |
|         | Міністерство охорони здоров'я                                      | Йолані Батрес (Yolani Batres)                                           |      |               |               |        |        |         |
|         | Міністерство праці та соціального забезпечення                     | Хорхе Богран (Jorge Bogran)                                             |      |               |               |        |        |         |
|         | Міністерство промисловості та торгівлі                             | Хосе Адоніс Лавайре (Jose Adonis Lavaire)                               |      |               |               |        |        |         |
|         | Міністерство соціального розвитку                                  | Рікардо Кардона (Ricardo Cardona)                                       |      |               |               |        |        |         |
|         | Міністерство сільського господарства                               | Якобо Пас (Jacobo Paz)                                                  |      |               |               |        |        |         |
|         | Міністерство туризму                                               | Неллі Херес (Nelly Jerez)                                               |      |               |               |        |        |         |
|         | Міністерство фінансів                                              | Вілфредо Серрато (Wilfredo Cerrato)                                     |      |               |               |        |        |         |
|         | Міністерство юстиції, прав людини і децентралізації                | Рігоберто Чанг Кастілло (Rigoberto Chang Castillo)                      |      |               |               |        |        |         |
|         | Міністерство кабінету міністрів                                    | Рікардо Альварес (Ricardo Alvarez)                                      |      |               |               |        |        |         |
|         | Міністр-координатор уряду Гондурасу                                | генерал Хорхе Рамон Херанандес Альсерро (Jorge Ramon Hernandez Alcerro) |      |               |               |        |        |         |
|         | Представник президента Гондурасу в уряді                           | Рейнальдо Санчес (Reinaldo Sanchez)                                     |      |               |               |        |        |         |